# تفاوت جندري
التفاوت الجندري، أو اللاتطابق الجندري (عدم التطابق لتقسيم الهويات الجندرية النمطي)، هو سلوك أو تعبير جندري للفرد، لا يتطابق مع المعايير الجندرية للذكورة والأنوثة. يمكن أن يُطلق على الأِشخاص الذين يبدون تفاوتًا جندريًا: متفاوت النوع الاجتماعي، أو لامتطابق جندريًا، أو متنوع جندريًا، أو نوع اجتماعي لا نمطي، أو كُوير النوع الاجتماعي (حر النوع الاجتماعي)، وقد يكونون مغايري الهوية الجندرية، أو بطريقة أخرى متنوعين في هويتهم الجندرية. قد يُنظر إلى الأشخاص مغايري الهوية الجندرية، أو ينظرون إلى أنفسهم، على أنهم لا متطابقين جندريًا قبل التحول، ولكن قد لا يُنظر لهم على هذا النحو بعد التحول. قد يظهر بعض ثنائيي الجنس البيولوجي تفاوتا جندريًا.

## في الطفولة
أشارت دراسات متعددة إلى وجود علاقة متبادلة بين الأطفال الذين يعبرون عن لاتطابق جندري وبين تعريفهم لأنفسهم وظهورهم في النهاية كمثليين، أو مزدوجي ميول جنسية، أو مصححين جندريًا. وفي دراسات متعددة، فإن الغالبية العظمى من الذين يُعرّفون كمثليين أو مثليات أبلغوا عن لاتطابق جندري لديهم عندما كانوا أطفال. مع ذلك، شُكك في دقة بعض هذه الدراسات. ينقسم المجتمع العلاجي حاليًا حول الاستجابة السليمة لعدم التطابق الجندري بين الأطفال. اقترحت إحدى الدراسات أن اللاتطابق الجندري بين الأطفال ممكن بالوراثة. على الرغم من أنه يرتبط ارتباطًا وثيقًا بالمثلية الجنسية، فمن المرجح أن يتنبأ اللاتطابق الجندري بإساءة معاملة الأطفال. أوضحت دراسة حديثة أن المغايرين جنسيًا والمثليين على حد سواء، الذين لا يعبرون عن أدوارهم الجندرية وفقًا للمجتمع، هم أكثر عرضة للتعرض للإيذاء الجسدي والجنسي والنفسي.
أُجريت دراسات حول مواقف البالغين تجاه الأطفال المتفاوتين جندريًا، ويقال إنه لا توجد آثار معممة كبيرة (باستثناء عدد قليل من النتائج المغايرة) على المواقف تجاه الأطفال الذين يبدون تنوع في السمات الجندرية والاهتمامات والسلوك.
قد يعاني الأطفال متفاوتو النوع الاجتماعي من الامتثال لاحقًا في الحياة. قد يؤدي عدم علاج الأطفال مع تقدمهم في السن، بسبب «عدم التطابق» بين العقل والمظهر الجسدي، إلى الشعور بعدم الراحة، وصورة ذاتية سلبية، وقد يؤدي في النهاية إلى الاكتئاب، أو الانتحار، أو عدم الثقة بالنفس. إذا لم يكن الطفل متوافقًا مع نوعه الاجتماعي في سن مبكرة جدًا، فمن المهم توفير الدعم الأسري للتأثير الإيجابي على الأسرة والطفل. يكون الأطفال الذين لا يتوافقون قبل سن الحادية عشر معرضين لخطر الإصابة بالاكتئاب، والقلق، والتفكير في الانتحار عندما يصبحون شبابًا بالغين.
وجد روبرتس وآخرون في عام 2013 عند المشاركين بدراستهم، والذين تتراوح أعمارهم بين 23 و30، أن 26% من أولئك الذين كانوا متفاوتين جندريًا اختبروا نوعًا من أعراض الاكتئاب مقابل 18% من المتطابقين جندريًا.
كان علاج اضطراب الهوية الجندرية (جي آي دي)، كما التفاوت الجندري، موضع خلاف منذ ثلاثة عقود. تقترح أعمال هيل وكارفانيني وويلوبي (2007) وبراينت (2004) أن «بروتوكولات العلاج لهؤلاء الأطفال والمراهقين، خاصة القائمة على تحويل الطفل إلى شاب ذي نوع اجتماعي نمطي، تزيد الأمور سوءًا وتجعلهم يُخفون ضغوطهم داخلهم». قد يكون لعلاج اضطراب الهوية الجندرية عند الأطفال والمراهقين عواقب سلبية.
تشير الدراسات إلى أن العلاج يجب أن يركز أكثر على مساعدة الأطفال والمراهقين بجعلهم يشعرون بالراحة مع فكرة العيش باضطراب هوية جندرية. هناك شعور بالكرب يغلب على الطفل أو المراهق الذي يعاني من اضطراب هوية جندرية، ويُعبر عنها من خلال النوع الاجتماعي. تنص دراسة هيل وآخرين (2007) على أنه «إذا كان هؤلاء الشباب محبطين بسبب امتلاكهم لحالة لا يرغب بها المجتمع، فهل هذا دليل على حدوث اضطراب؟». يلاحظ بارتليت وزملاؤه (2000) أن المشكلة التي تحدد الكرب تتفاقم في حالات اضطراب الهوية الجندرية، لأنه عادة ما يكون من غير الواضح إذا ما كان الكرب في الطفل يرجع إلى التفاوت الجندري أو الآثار الثانوية (على سبيل المثال، بسبب النبذ الاجتماعي أو الوصمة). تشير دراسة هيل وآخرين (2007) إلى أن «النهج الأقل إثارة للجدل، الذي يحترم زيادة الحرية الجندرية في ثقافتنا والتعاطف مع صراع الطفل مع نوعه الاجتماعي سيكون أكثر إنسانية».

## الارتباط مع الميول الجنسية
تختلف المعايير الجندرية حسب البلد والثقافة وأيضًا عبر الفترات الزمنية التاريخية في الثقافات. على سبيل المثال، كثيرًا ما يمسك الرجال البالغون في قبائل البشتون في أفغانستان بأيدي بعضهم، دون أن يُنظر إليهم على أنهم مثليون، في حين يُنظر إلى هذا السلوك في الغرب في معظم الحالات كدليل على وجود علاقة مثلية. ومع ذلك، يمكن اعتبار السلوكيات مثل البكاء والميل نحو رعاية وتربية الآخرين بطريقة منفتحة عاطفيًا والاهتمام بالأعمال المنزلية الأخرى غير الطهي والتهيؤ الذاتي المفرط مظاهرَ للتفاوت الجندري عند الذكور في العديد من الثقافات. يُنظر للرجال الذين يظهرون مثل هذه الميول بصورة نمطية على أنهم مثليون.
وجدت الدراسات كثرة حالات للإبلاغ الذاتي عن سلوكيات لامعيارية جندريًا لدى الذكور المثليين في مرحلة الطفولة، مثل قلة الاهتمام بألعاب القوى وتفضيل اللعب بالدمى. وجدت نفس الدراسة أن أمهات الذكور المثليين يتذكّرنَ مثل هذا السلوك اللامعياري عند أبنائهم بشكل أكبر من أمهات الذكور المغايرين جنسيًا. ولكن على الرغم من إظهار العديد من الرجال المثليين أو مزدوجي الميول الجنسية لخصائص أنثوية تقليدية، فإن بعضهم لا يفعلون ذلك، وليس كل الرجال الأنثويين بالضرورة مثليين أو مزدوجي الميول الجنسية.
وبالنسبة للنساء، فغالبًا ما يرتبط اللاتطابق الجندري عند البالغات بالمثلية، بسبب الهويات المحدودة التي تواجهها النساء في مرحلة البلوغ. تتطلب مفاهيم الأنوثة للمغايرات جنسيًا غالبًا رفضًا للأنشطة المرهقة جسديًا، والخضوع الاجتماعي لشخصية ذكورية (الزوج أو الحبيب)، والاهتمام بالإنجاب والأعمال المنزلية، والاهتمام بالشكل ليصبحن أكثر جاذبية للرجال بالملابس المناسبة، والمكياج، وتصفيفات الشعر، وشكل الجسد.
قد يؤدي رفض أحد هذه العوامل إلى اعتبار هذه الامرأة مثلية، بغض النظر عن ميلها الجنسي الفعلي، أو إلى أن يرفضها الرجل كشريك عاطفي أو جنسي محتمل، بغض النظر عما إذا كان يعتقد أنها مثلية بالفعل. لذلك يمكن أن يكون جذب شريك عاطفي أو جنسي من الذكور عاملًا قويًا لتقمع امرأةٌ بالغة رغبتَها في أن تكون متفاوتة جندريًا أو ترفضها.